# Gyrodactylus pacificus
Gyrodactylus pacificus är en plattmaskart. Gyrodactylus pacificus ingår i släktet Gyrodactylus och familjen Gyrodactylidae. Inga underarter finns listade i Catalogue of Life.